# Scoliechinus
Scoliechinus is een geslacht van uitgestorven zee-egels uit de familie Toxopneustidae.

## Soorten
- Scoliechinus axiologus Arnold & H. L. Clark, 1927 †